# Fence Lake (Nuevo México)
Fence Lake es un lugar designado por el censo ubicado en el condado de Cíbola en el estado estadounidense de Nuevo México. En el Censo de 2010 tenía una población de 42 habitantes y una densidad poblacional de 0,96 personas por km².

## Geografía
Fence Lake se encuentra ubicado en las coordenadas 34°40′9″N 108°40′49″O / 34.66917, -108.68028. Según la Oficina del Censo de los Estados Unidos, Fence Lake tiene una superficie total de 43,81 km², cuya totalidad corresponde a tierra firme.

## Demografía
Según el censo de 2010, había 42 personas residiendo en Fence Lake. La densidad de población era de 0,96 hab./km². De los 42 habitantes, Fence Lake estaba compuesto por el 71,43% blancos, el 26,19% eran amerindios, el 2,38% eran asiáticos. Del total de la población el 4,76% eran hispanos o latinos de cualquier raza.